# Lac Alemaya
Le lac Alemaya ou lac Haramaya est un lac de la région de l'Oromia, dans l'est de l'Éthiopie, à environ 500 km d'Addis Abeba.

## Une ressource en danger
Longtemps utilisé comme source en eau pour alimenter la ville de Harar toute proche, il a connu une baisse drastique de son niveau depuis les années 1980, et se trouve, bien que d'une taille plus modeste, dans une situation comparable à la mer d'Aral. Non surveillé par les autorités, il a été victime d'une utilisation intensive pour l'agriculture irriguée, notamment pour la culture du khat, destinée à l'exportation. La hausse des températures dans la région depuis les années 1980 semble aussi avoir pu accélérer l'évaporation des eaux du lac. La qualité des eaux souterraines situées sous le lac semble avoir été altérée et présente des niveaux de pollution aux fluorures et aux nitrates supérieurs aux recommandations de l'OMS.

## Le futur empereur et le lac
Dans son Autobiographie, l'empereur d'Éthiopie Haïlé Sellassié Ier raconte comment, le 7 juin 1915, après avoir campé sur les rives du «lac Harämaya», une balade en bateau faillit lui coûter la vie. À cette époque, « the lake was wide and it was impossible to cross it by swimming ». Aussi, quand la barque dans laquelle se trouvait Täfäri Mäkonnen ainsi que neuf autres personnes coula au milieu du lac, il fut très difficile pour les occupants de rejoindre la rive. Sept des compagnons du futur souverain trouvèrent la mort lors de cet accident, dont abba Samuel, son précepteur et ami. Cette anecdote passée à la postérité est une preuve de l'existence ancienne de ce lac, aujourd'hui presque disparu.